# Vladimir Kramnik
Vladimir Borisovici Kramnik (în limba rusă Владимир Борисович Крамник; n. 25 iunie 1975, Tuapse, RSFS Rusă, URSS) este un șahist rus, care deține titlul de mare maestru internațional de șah, fiind și campion mondial în versiunea de șah clasic înființată de Kasparov (2000 - 2006) și apoi campion mondial al versiunilor unificate (2006-2007).

## Biografie sportivă
Kramnik a jucat un număr de 12 partide de șah pentru unificarea titlurilor, cu campionul mondial în versiunea FIDE, Veselin Topalov. Cele 12 meciuri s-au încheiat cu scorul de 6 - 6, iar Kramnik a câștigat tie-break-ul cu scorul de 2.5 - 1.5, detronându-l pe Topalov și devenind campion absolut al celor două titluri unificate.